# Étienne Alain Djissikadié
Étienne Alain Djissikadié (ur. 5 stycznia 1977) – gaboński piłkarz grający na pozycji środkowego pomocnika.

## Kariera klubowa
Karierę piłkarską Djissikadie rozpoczął w klubie Mbilinga FC. W 1996 roku zadebiutował w jego barwach w pierwszej lidze gabońskiej. Następnie przeszedł do AS Mangasport z miasta Moanda. W 2000 roku został mistrzem kraju, a w 2001 roku wygrał Coupe du Gabon Interclubs. W 2004 roku został piłkarzem Sogéa FC ze stolicy kraju Libreville. Po 4 latach gry w tym klubie zmienił drużynę i trafił do AS Stade Mandji z miasta Port Gentil.
Na początku 2008 roku Djissikadie został piłkarzem TP Mazembe z Demokratycznej Republiki Konga. W 2009 roku wywalczył z nim mistrzostwo kraju, a w listopadzie wystąpił w finałowych spotkaniach Ligi Mistrzów z nigeryjskim Heartland FC. TP Mazembe przegrało w Nigerii 1:2, a na własnym stadionie zwyciężyło 1:0 i po raz trzeci w swojej historii zdobyło Puchar Mistrzów Afryki.
W 2011 roku Djissikadie przeszedł do US Bitam. W sezonie 203/2014 grał w CF Mounana.

## Kariera reprezentacyjna
W reprezentacji Gabonu Djissikadie zadebiutował w 1996 roku. W 2010 roku został powołany przez selekcjonera Alaina Giresse'a do kadry na Puchar Narodów Afryki 2010.